# Pectinichelus sabatinellii
Pectinichelus sabatinellii är en skalbaggsart som beskrevs av Nikolajev 2004. Pectinichelus sabatinellii ingår i släktet Pectinichelus och familjen Melolonthidae. Inga underarter finns listade i Catalogue of Life.